# 湯浅知里
湯浅 知里（ゆあさ ちさと、1990年5月15日 - ）は、日本のフリーアナウンサー。

## 来歴
- 千葉県松戸市出身。江戸川女子高等学校[2]、江戸川大学メディアコミュニケーション学部マスコミュニケーション学科卒業。
- 2012年2月から8月までBSフジNEWS第22期女子大生キャスターを務める。
  - 同期に保里小百合（NHKアナウンサー）・川添佳穂（元朝日放送テレビアナウンサー
- 大学卒業後の2013年4月、さくらんぼテレビジョンに入社したが、2016年12月に退社。2017年1月にテレビ北海道へ嘱託契約で移籍したが[3]、2021年12月に契約満了で退社した[4]。

- 2022年12月6日、第一子出産を公表[5]。

## 担当番組

### 現在の担当番組
- グッチーな！（HBCテレビ、2022年4月 - ）リポーター
- 今日ドキッ！（HBCテレビ）リポーター
- Jockeys'Eyes（HBCテレビ）ナレーション
- TVhサマー競馬→TVhサマー競馬NEXT

### 過去の担当番組

#### 学生時代
- BSフジニュース（2012年2月8日 - 8月1日）第22期女子大生キャスター

#### さくらんぼテレビ時代
- SAYスーパーニュース、さくらんぼテレビ　みんなのニュース
- 昼ドキ!TV　やまがたチョイす（土曜 12:00 - 13:00）（2014年4月5日 - 2016年12月24日）メインMC
- FNNスピーク（山形ローカルニュース）
- めざましテレビ（山形中継）
- みんなのニュース（『みんなのふるさと』中継）
- SAY’S SELECTION
- さくらんぼテレサーチ

#### テレビ北海道時代
- 磯田と湯浅 （2020年4月 - 2021年3月）
- YOUは何しに日本へ？　(2019年1月1日）[6]
- ぐっさんのおいしい!北海道マルシェ（2021年9月25日）
- ゆうがたサテライト〜道新ニュース
- スイッチン!

#### フリー転身後
- 金曜ブランチ（HBCテレビ、2022年1月28日）